# Pullman Hotéis e Resorts
Pullman Hotéis e Resorts é uma marca internacional de hotéis de luxo, de propriedade da AccorHotels. Em julho de 2015, a Rede Pullman tinha 99 hotéis em 28 países.

## História
Pullman Hotéis foi um hotel de luxo da Compagnie Internationale des Wagons-Lits (CWL). Foi arrendado para a AccorHotels, que integrou junto a rede Sofitel, no ano de 1993.
Em 2007, o grupo recriou a marca de hotéis voltado para executivos de alto padrão.